# Acronicta elizabetha
Acronicta elizabetha là một loài bướm đêm trong họ Noctuidae.